# Matilla la Seca
Matilla la Seca è un comune spagnolo di 70 abitanti situato nella comunità autonoma di Castiglia e León.